# Нитабо
Нитабо (яп. 仁太坊), имя при рождении Акимото Нитаро (яп. 秋元仁太郎, 1857, Канаги, преф. Аомори — 1928) — японский музыкант и композитор. Считается создателем жанра игры на сямисэне, известного как цугару-дзямисэн.

## Биография
Родился в провинции Муцу в ныне упразднённом посёлке Канаги (с 2005 — часть города Госёгавара) в семье паромщика. Мать Нитаро умерла, когда ему был год от роду, в 8 лет он потерял зрение во время эпидемии оспы. Через год после этого умер и отец Нитаро.
Нитабо научился играть на сямисэне у слепой исполнительницы-годзэ и в 14 лет начал зарабатывать на жизнь как нищий уличный музыкант. Нитабо не мог попасть в гильдию слепых музыкантов Тодо-дза из-за бедности, поэтому был вынужден попрошайничать
Нитабо модифицировал сямисэн, подогнав его конструкцию под собственный инновационный исполнительский стиль, требовавший наличия прочной мембраны и крупных габаритов инструмента, назвав его по наименованию региона Цугару, в котором жил: цугару-дзямисэн.

## В культуре и искусстве
- Нитабо: Слава создавшего цугару-дзямисэн — японский анимационный фильм, вольная адаптация биографической книги Кадзуо Дайдзё о жизни Нитабо[2][3][5].